# ميخائيل وودز
ميخائيل وودز (بالإنجليزية: Michael Woods)‏ هو سياسي أيرلندي، ولد في 8 ديسمبر 1935 في جمهورية أيرلندا. حزبياً، نشط في فيانا فايل.

## مناصب
- في الانتخابات العمومية الإيرلندية 1977 [الإنجليزية]‏، انتخب نائب دييل عن دائرة Dublin Clontarf (Dáil constituency) [الإنجليزية]‏ وقد انضم خلال فترته النيابية ‏ (5 يوليو 1977 – 21 مايو 1981)  للكتلة البرلمانية فيانا فايل.
- في الانتخابات العمومية الإيرلندية 1981 [الإنجليزية]‏، انتخب نائب دييل عن دائرة Dublin North-East (Dáil constituency) [الإنجليزية]‏ وقد انضم خلال فترته النيابية ‏ (30 يونيو 1981 – 27 يناير 1982)  للكتلة البرلمانية فيانا فايل.
- في الانتخابات العمومية الإيرلندية، فبراير 1982 [الإنجليزية]‏، انتخب نائب دييل عن دائرة Dublin North-East (Dáil constituency) [الإنجليزية]‏ وقد انضم خلال فترته النيابية ‏ (9 مارس 1982 – 4 نوفمبر 1982)  للكتلة البرلمانية فيانا فايل.
- في الانتخابات العمومية الإيرلندية، نوفمبر 1982 [الإنجليزية]‏، انتخب نائب دييل عن دائرة Dublin North-East (Dáil constituency) [الإنجليزية]‏ وقد انضم خلال فترته النيابية ‏ (14 ديسمبر 1982 – 20 يناير 1987)  للكتلة البرلمانية فيانا فايل.
- في الانتخابات العمومية الإيرلندية 1987 [الإنجليزية]‏، انتخب نائب دييل عن دائرة Dublin North-East (Dáil constituency) [الإنجليزية]‏ وقد انضم خلال فترته النيابية ‏ (10 مارس 1987 – 25 مايو 1989)  للكتلة البرلمانية فيانا فايل.
- في الانتخابات العمومية الإيرلندية 1989 [الإنجليزية]‏، انتخب نائب دييل عن دائرة Dublin North-East (Dáil constituency) [الإنجليزية]‏ وقد انضم خلال فترته النيابية ‏ (29 يونيو 1989 – 5 نوفمبر 1992)  للكتلة البرلمانية فيانا فايل.
- في الانتخابات العمومية الإيرلندية 1992 [الإنجليزية]‏، انتخب نائب دييل عن دائرة Dublin North-East (Dáil constituency) [الإنجليزية]‏ وقد انضم خلال فترته النيابية ‏ (14 ديسمبر 1992 – 15 مايو 1997)  للكتلة البرلمانية فيانا فايل.
- في الانتخابات العمومية الإيرلندية 1997 [الإنجليزية]‏، انتخب نائب دييل عن دائرة Dublin North-East (Dáil constituency) [الإنجليزية]‏ وقد انضم خلال فترته النيابية ‏ (26 يونيو 1997 – 25 أبريل 2002)  للكتلة البرلمانية فيانا فايل.
- في الانتخابات العمومية الإيرلندية 2002 [الإنجليزية]‏، انتخب نائب دييل عن دائرة Dublin North-East (Dáil constituency) [الإنجليزية]‏ وقد انضم خلال فترته النيابية ‏ (6 يونيو 2002 – 26 أبريل 2007)  للكتلة البرلمانية فيانا فايل.
- انتخب Minister for Social Protection [الإنجليزية]‏ (12 ديسمبر 1979 – 30 يونيو 1981).
- انتخب Minister for Social Protection [الإنجليزية]‏ (9 مارس 1982 – 14 ديسمبر 1982).
- انتخب Minister for Social Protection [الإنجليزية]‏ (10 مارس 1987 – 13 نوفمبر 1991).
- في الانتخابات العمومية الأيرلندية 2007 [الإنجليزية]‏، انتخب نائب دييل عن دائرة Dublin North-East (Dáil constituency) [الإنجليزية]‏ وقد انضم خلال فترته النيابية ‏ (14 يونيو 2007 – 1 فبراير 2011)  للكتلة البرلمانية فيانا فايل.
- انتخب وزير الدولة للتاوسيتش [الإنجليزية]‏ (1 يوليو 1979 – 11 ديسمبر 1979).
- انتخب Minister for the Environment, Climate and Communications [الإنجليزية]‏ (11 فبراير 1992 – 12 يناير 1993).
- انتخب وزير الصحة [الإنجليزية]‏ (12 ديسمبر 1979 – 30 يونيو 1981).
- انتخب وزير الصحة [الإنجليزية]‏ (9 مارس 1982 – 14 ديسمبر 1982).
- انتخب وزير الصحة [الإنجليزية]‏ (17 نوفمبر 1994 – 15 ديسمبر 1994).
- انتخب Minister for Social Protection [الإنجليزية]‏ (12 يناير 1993 – 15 ديسمبر 1994).
- انتخب وزير الزراعة والغذاء والملاحة [الإنجليزية]‏ (14 نوفمبر 1991 – 11 فبراير 1992).
- انتخب Minister for the Environment, Climate and Communications [الإنجليزية]‏ (26 يونيو 1997 – ).
- انتخب وزير التربية والمهارات [الإنجليزية]‏ ( – 6 يونيو 2002).